# 아지노다이오
아지노다이오(일본어: 味の大王→맛의 대왕)는 일본의 라멘 체인점이다. 도마코마이시와 무로란시에 본거지를 두고 있다. 무로란 카레라멘의 발상인 라멘점이다.
홋카이도에서의 카레라멘의 발상점은 도마코마이시에 본점이 있는 아지노다이오 총본점이다. 점포에 따라 메뉴는 다르지만 카레라멘은 어느 가게에서도 맛볼 수 있다. 현재 총본점이 운영하는 체인점과 아지노다이오 무로란 본점을 파생시킨 체인점(무로란 계열)이 있다. 두 계열의 구별은 가게명(아지노(味の)와 다이오(大王) 사이)에 ○ 안에 왕(王) 표시가 들어가면 총본점 계열이다. 또한 두 계열끼리 자본적으로 관련이 없다.